# Brachymyrmex giardi
Brachymyrmex giardi es una especie de hormiga perteneciente al género Brachymyrmex, categorizada en la tribu Myrmelachistini, de la subfamilia Formicinae.

## Distribución
La especie es nativa de la región del Neotrópico. Se distribuye por América del Sur, en Chile y Uruguay. Se ha encontrado a altitudes de hasta 800 m s. n. m.

## Taxonomía
Fue descrita por Emery en 1895.